# UPM-Kymmene Oy

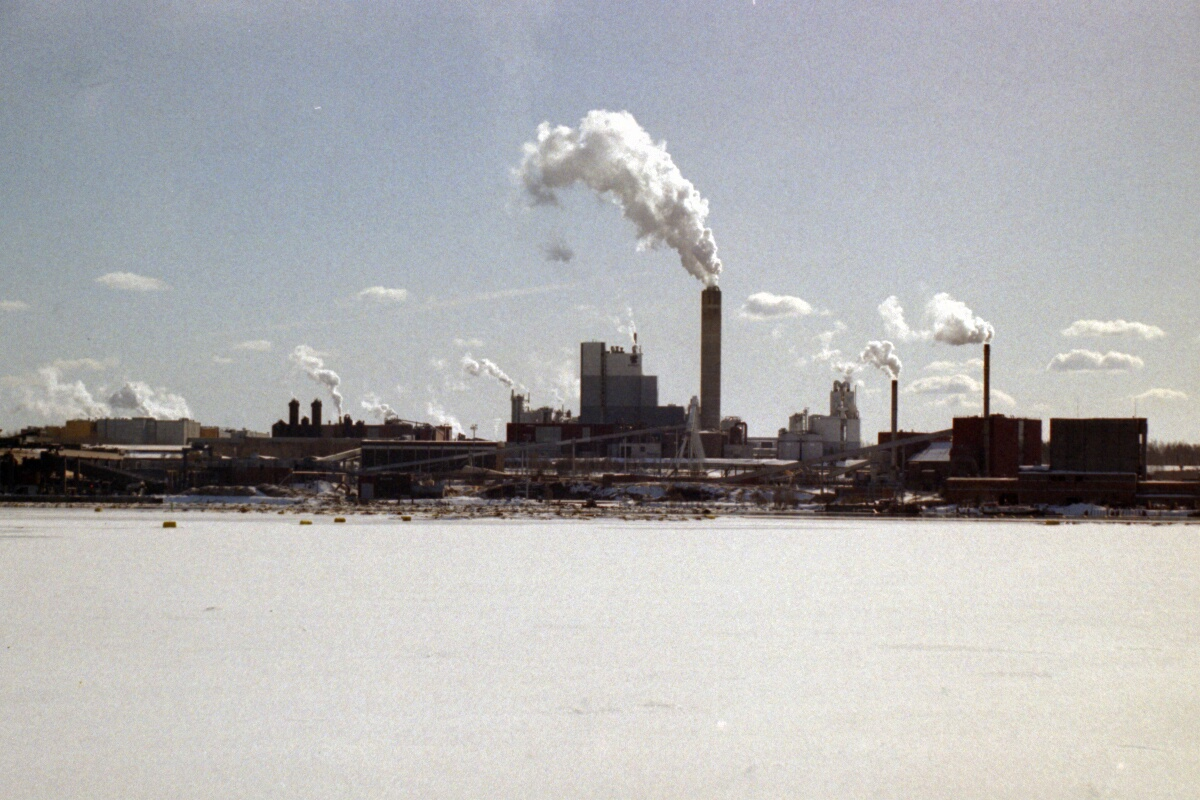
Kaukas anläggningar i Villmanstrand.

UPM-Kymmene Oyj, ibland UPM (United Paper Mills), är en finländsk skogsindustrikoncern. UPM–Kymmene är Europas största och världens fjärde största tillverkare av massa och papper mätt i omsättning.
UPM-Kymmene Oyj bildades 1996 genom en sammanslagning av Kymmene Oy och Repola Oy. Vid bildandet ingick ett antal verkstadsföretag under Repolas dotterföretag Rauma Oy.  Rauma fusionerades 1999 med Valmet Oy till Metso Oy. UPM-Kymmene har därefter sålt hela sitt innehav i Metso, och företaget blev därefter en renodlat skogsindustrikoncern.

## Företag som slagits samman till/ingått i UPM-Kymmene i urval
- Kymmene Oy
- Ab Halla
- Repola (företag)
- Rauma–Repola
- Yhtyneet Paperitehtaat
- Metso
- Valmet
- Rauma Oy
- Myllykoski Träsliperi AB
- Strömsdals bruk
- Högfors bruk
- Rosenlew
- Oy Strömberg Ab
- Oy Kaukas Ab
- Oy Wilh. Schauman Ab
- Sunds Defibrator AB
- Timberjack

## Papeterie Docelles
Fram till dess nedläggning 2014 fanns inom UPM-Kymmene Europas då äldsta pappersbruk fortfarande i produktion, Papeterie Docelles i Docelles i departementet Vosges i regionen Lorraine i nordöstra Frankrike. Detta hade grundats senast 1478 som Papeterie du Grand Meix vid floden Vologne. Efter en kris i början av 1700-talet byggdes fabriken upp med ny utrustning 1713. Den första pappersmaskinen installerades 1839. År 1845 var årsproduktionen 200 ton, och 1861 hade fabriken 150 anställda.

## Produktionsanläggningar
| Land             | Verksamhetsfält               | Produktionsanläggningar |
| ---------------- | ----------------------------- | --- |
| Brasilien        | Självhäftande etikettmaterial | - UPM Raflatac, Rio de Janeiro |
| Estland          | Faner                         | - Otepää fanerverk |
| Finland          | Papper                        | - UPM Jämsänkoski - UPM Kaukas - UPM Kymmeneälven - UPM Kaipola - UPM Raumo - UPM Tervasaari |
| Finland          | Pappersmassa                  | - UPM Kaukas - UPM Kymmeneälven - UPM Jakobstad |
| Finland          | Klistermärken                 | - UPM Raflatac, Tammerfors |
| Finland          | Faner                         | - UPM Joensuu fanerverk - UPM Pellos fanerverk - UPM Nyslott fanerverk - UPM Säynätsalo fanerverk - UPM Kalso fanerverk |
| Finland          | Skog och sågverk              | - UPM Alholma såg - UPM Aureskoski raffinadverk - UPM Heinola raffinadverk - UPM Kaukas raffinadverk - UPM Kaukas såg - UPM Högfors såg - UPM Seikku såg |
| Finland          | Energi                        | - UPM vattenkraftverk Harjavalta - UPM vattenkraftverk Kallioinen - UPM vattenkraftverk Kaltimo - UPM vattenkraftverk Katerma - UPM vattenkraftverk Keltti - UPM vattenkraftverk Kuusankoski - UPM vattenkraftverk Tyrvis - UPM vattenkraftverk Voikkaa - UPM vattenkraftverk Äetsä |
| Finland          | Annan                         | - UPM ProFi, Lahtis (trä-plast komposit) - UPM bio-raffinaderi, Villmanstrand |
| Frankrike        |                               | |
| Klistermärken    | - UPM Raflatac Pompey, Nancy  | |
| Förenta Staterna | Papper                        | - UPM Blandin, Grand Rapids, MN |
| Förenta Staterna | Klistermärken                 | - UPM Raflatac Fletcher, NC - UPM Raflatac Dixon, IL - UPM Raflatac Mills River, NC |
| Kina             | Papper                        | - UPM Changshu |
| Kina             | Klistermärken                 | - UPM Raflatac, Changshu |
| Malaysia         | Klistermärken                 | - UPM Raflatac, Johor |
| Polen            | Klistermärken                 | - UPM Raflatac, Nowa Wies - UPM Raflatac, Wroclaw |
| Storbritannien   | Papper                        | - UPM Caledonian Paper, Irvine |
| Storbritannien   | Klistermärken                 | - UPM Raflatac, Scarborough |
| Tyskland         | Papper                        | - UPM Augsburg - UPM Ettringen - UPM Nordland Papier, Dörpen - UPM Plattling - UPM Schongau - UPM Schwedt |
| Tyskland         | Annan                         | - UPM ProFi, Bruchsal (trä-plast komposit) |
| Uruguay          | Pappersmassa                  | - UPM Fray Bentos - UPM Paso de los Toros |